# Donja Bukovica
Donja Bukovica är ett samhälle i Montenegro. Det ligger i den centrala delen av landet, 70 km norr om huvudstaden Podgorica. Donja Bukovica ligger 1 260 meter över havet och antalet invånare är 256.
Terrängen runt Donja Bukovica är kuperad. Runt Donja Bukovica är det ganska glesbefolkat, med 48 invånare per kvadratkilometer. Närmaste större samhälle är Žabljak, 14,8 km norr om Donja Bukovica. Trakten runt Donja Bukovica består till största delen av jordbruksmark.